# Казарський Олександр Іванович
Олександр Іванович Казарський (рос. Алекса́ндр Ива́нович Каза́рский, біл. Алякса́ндр Іва́навіч Каза́рскі, нар. 16 червня 1798, Дубровно, Оршанський повіт, Білоруська губернія — 16 червня 1833, Миколаїв) — російський військовий моряк, герой російсько-турецької війни 1828—1829 років, капітан I рангу (1831), кавалер ордена Святого Георгія. Маючи звання флігель-ад'ютанта належав до свити імператора Миколи I. Здобув широку популярність після того, як 18-гарматний бриг «Меркурій» під його командуванням здобув перемогу в бою з двома турецькими лінійними кораблями.

## Походження
Казарський народився в сім'ї відставного губернського секретаря, який управляв маєтком князя Любомирського. Олександр був четвертою дитиною в сім'ї Івана Кузьмича (рос. Ивана Кузьмича) і Тетяни Гаврилівни (рос. Татьяны Гавриловны) Казарських. У нього був молодший брат Микола (рос. Николай) і три старших сестри: Парасковія (рос. Прасковья), Катерина (рос. Екатерина), Матрона (рос. Матрёна).

## Ранні роки
У дитинстві Олександр навчався у церковно-парафіяльній школі, де священик Дубровненскої православної парафії викладав йому граматику, а молодий ксьондз — математику, латину і французьку мову. У родині Казарських не заохочувалося читання книг, зате батько прищепив Олександру впевненість у непохитності підвалин імперії, дав чітке поняття про честь і вірність батьківщині.
У 1808 році до Казарського приїхав хрещений батько Олександра — Василь Семенович (рос. Василий Семёнович), двоюрідний брат Івана Кузьмича. Незадовго до цього він отримав посаду в обер-інтендантстві Чорноморського флоту і запропонував відправити Олександра в Чорноморське штурманське училище в Миколаєві. Батько погодився і, за свідченням капітан-лейтенанта Івана Миколайовича Сущева (рос. Ивана Николаевича Сущева), першого біографа Казарського, сказав на прощання: «Чесне ім'я, Саша, — це єдине, що залишу тобі у спадок».

## Кар'єра
Олександр Казарський вступив волонтером на флот у 1811 році, ставши кадетом Миколаївського штурманського училища. Заняття в училищі супроводжувалися історіями про бойову славу російського флоту. Серед вчителів Казарського був Л. А. Латишев, який плавав з Ушаковим і брав участь у взятті Корфу. З часів навчання в училищі кумиром Казарського на все життя став адмірал Сенявін. Будучи скромним і сором'язливим, Олександр важко сходився з людьми і справжніх друзів не мав. Тим не менш, він зійшовся з деякими однокурсниками по кадетському корпусу, з яких можна виділити Миколу Чижова, сина військового радника і племінника заслуженого професора Петербурзького університету Дмитра Семеновича Чижова. Казарський і Чижов стали приятелями. Микола був начитаний і прищепив Олександру любов до літератури.
30 серпня 1813 Казарський був записаний гардемарином на Чорноморський флот, а в 1814-му підвищений в мічмани. На початку флотської кар'єри він ходив на бригантинах «Десна» та «Клеопатра», які перевозили вантажі між чорноморськими портами, а пізніше за власним рапортом був переведений на Дунайську флотилію, де його призначили командиром загону дрібних гребних суден в Ізмаїлі. Перед відправкою в Ізмаїл Олександр відвідав Дубровно і знайшов рідний дім в запустінні: батько помер, сестри Парасковія і Катерина вийшли заміж, мати — Тетяна Гаврилівна — виїхала на свою батьківщину в Малу Русь, а Матрона загинула, кинувшись у Дніпро, коли рятувалася від французьких солдатів, які переслідували її, зайнявши місто в 1812 році.
У 1819 році Казарського підвищили в лейтенанти і призначили на фрегат «Євстафій», який вирушив у Севастополь. На Чорноморському флоті Казарський служив під керівництвом Івана Семеновича Скаловского, якого вважав своїм кумиром з юності. Під керівництвом Скаловского Казарський пройшов хорошу командирську школу, засвоїв основні принципи, якими повинен керуватися офіцер: діяти самостійно і рішуче, вміти встановити взаєморозуміння з екіпажем, розгадувати задуми і випереджати дії противника.
Після служби на фрегаті «Євстафій» Казарський виходив в практичні плавання на шхуні «Севастополь», служив на транспортних кораблях «Інгул» та «Суперник», на катері «Сокіл», бригу «Меркурій», командиром якого став через кілька років, і на лінійному кораблі.

### Взяття Анапи і Варни
У 1828 році Казарський командував транспортним судном «Суперник». Судно брало участь у висадці військ третьої бригади і доставці озброєнь. А. С. Грейг розпорядився обладнати транспорт «єдинорогом», що перевело транспортне судно в розряд бомбардирських кораблів. В той час, як основний флот не міг підійти до фортеці по мілководдю, «Суперник» під командуванням Казарського протягом трьох тижнів, маневруючи, обстрілював її укріплення. За час облоги Анапи «Суперник» отримав шість пробоїн корпусу і два пошкодження рангоуту, але до останнього дня облоги продовжував атакувати фортецю. За участь у взятті Анапи Олександр Казарський був підвищений в капітан-лейтенанти.
У вересні того ж року за схожим сценарієм була взята Варна, і за виявлену при цьому хоробрість Казарського нагородили золотою шаблею.

### На «Меркурії»
У 1829 році Грейг призначив Казарського командиром 18-гарматного брига «Меркурій». Олександр Іванович служив на «Меркурії» кількома роками раніше, тому корабель був йому добре знайомий.
Під командуванням капітан-лейтенанта Казарського «Меркурій» здійснив один з найвидатніших подвигів в історії морських битв. 14 травня 1829 18-гарматний бриг наздогнали два турецьких кораблі «Селіміє» і «Реал-беєм», які в сумі мали десятикратну перевагу в кількості гармат. Прийнявши нерівний бій, екіпаж брига під командуванням Казарського отримав блискучу перемогу, завдавши противнику пошкодження, які примусили його вийти з бою. Турецький офіцер з «Реал-бея» пізніше писав:

У продовження битви командир російського фрегата говорив мені, що капітан цього брига ніколи не здасться, і якщо він втратить всю надію, то тоді підірве бриг в повітря. Якщо у великих діяннях стародавніх і наших часів знаходяться подвиги хоробрості, то цей вчинок повинен усі інші затьмарити, і ім'я цього героя гідне бути написано золотими літерами на храмі Слави: він називається капітан-лейтенант Казарський, а бриг — «Меркурій».

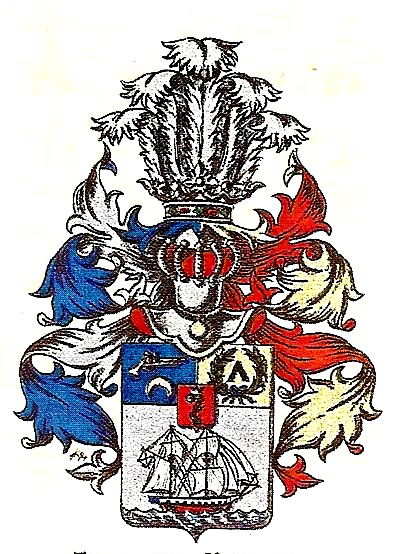
Герб Олександра Казарського

За свій подвиг Казарського підвищили у капітани II рангу, нагородили орденом Святого Георгія IV класу і призначили флігель-ад'ютантом. Також в герб Казарського, як символ готовності пожертвувати собою, було внесено зображення тульського пістолета, який Олександр Іванович перед боєм поклав на шпиль біля входу в крюйт-камеру для того, щоб останній з живих офіцерів пострілом підірвав порох.
| | Щит розділений на три частини, з яких у першій, в блакитному полі, зображений золотий пістолет і під ним срібний півмісяць, повернений рогами вниз. У другій, в золотому полі, між лавровою і олійною гілками чорного кольору крокву. У нижній розлогій частині, у срібному полі, військове судно з розпущеними вітрилами. Посередині, в малому щитку, зображений герб, який використовували в роді Козарського: в червоному полі звивається вуж, який увінчаний дворянською короною, і тримає у роті яблуко. Щит увінчаний дворянськими шоломом і короною з п'ятьма страусовими пір'ями. Намет на щиті блакитного і золотого кольору, підкладений срібним і червоним. |
| — Герб Казарського внесено в Частину 10 Загального гербовника дворянських родів Російської імперії, стор. 122 | |

### Подальша служба
У 1829 році, з 26 травня по 17 липня, Казарський командував 44-гарматним фрегатом «Поспішний» і взяв участь у взятті Месемврії. З 17 липня 1829 по 1830 рік він був капітаном 60-гарматного фрегата «Тенедос». Цей фрегат відносився до найбільших фрегатів російського флоту, які іноді називали 60-гарматними лінійними кораблями. До жовтня 1829 «Тенедос» під командуванням Казарського тричі виходив до Босфору.
У 1830 році Казарського відправили до Англії з князем Трубецьким для поздоровлення короля Вільгельма IV. У 1831 році за відмінну службу Олександра Івановича підвищили у капітани 1-го рангу, після чого звільнили від командування кораблем і він вступив в свиту Миколи I. Перебуваючи в свиті, був відряджений в Казань для визначення доцільності подальшого існування Казанського адміралтейства. Після відрядження пройшов по річках і озерах з Білого моря до Онеги в пошуках нового водного шляху.

## Смерть

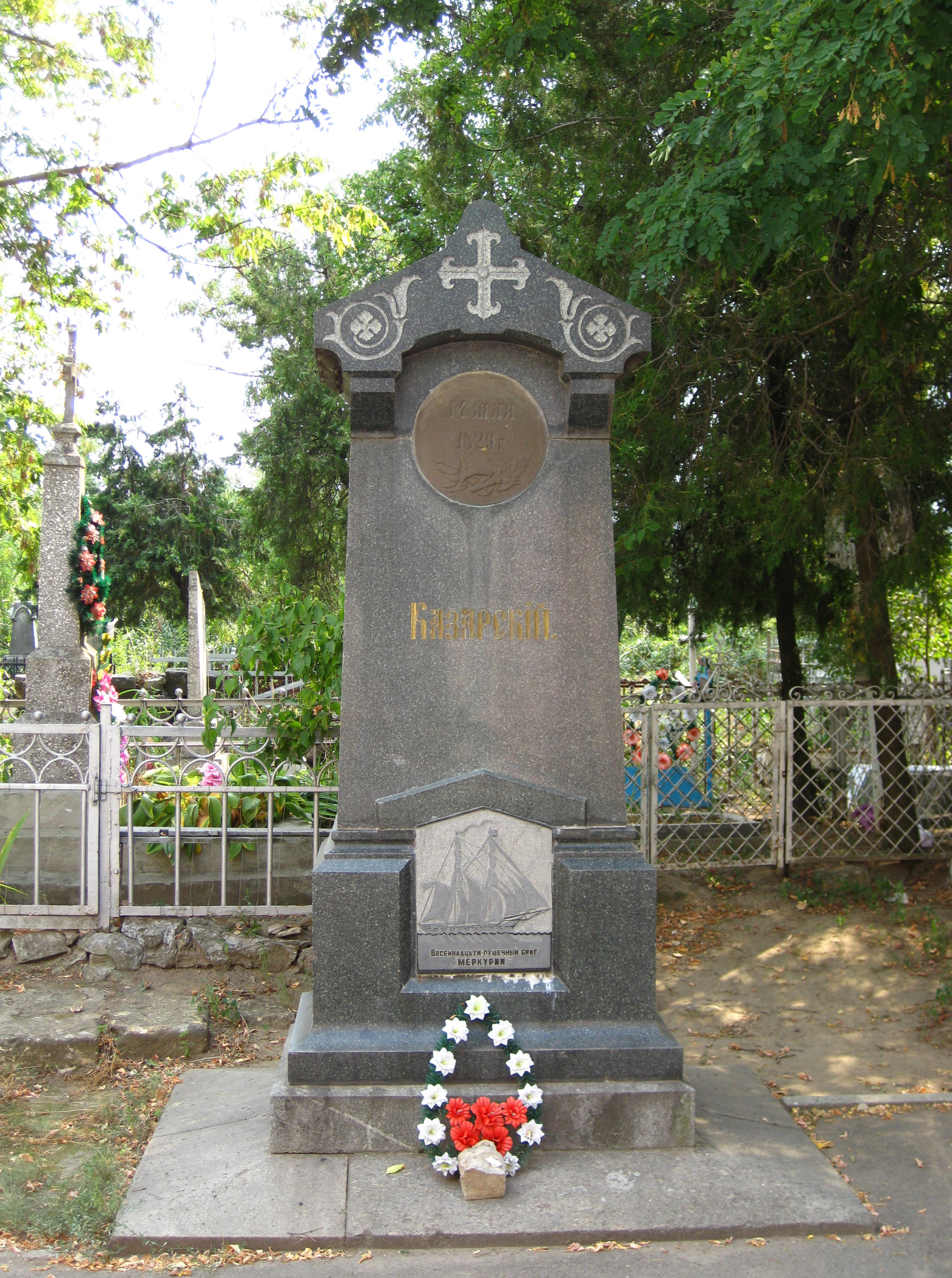
Могила Казарського в Миколаєві

У 1833 році Казарського направили для проведення ревізії та перевірки тилових контор і складів в чорноморських портах, але через короткий час після прибуття до Миколаєва він раптово помер від отруєння. Для отруєння, імовірно, використовувалась кава з миш'яком.
Моцкевич, дядько Казарського, залишив йому в спадок 70 тисяч рублів, шкатулка з якими була розграбована за участю Григорія Автомонова, миколаївського поліцмейстера. За свідченням графа Бенкендорфа, Казарський збирався відшукати винного. Бенкендорф стверджував, що Автомонов мав стосунки з дружиною капітан-командора Михайловою, приятелька якої, Роза Іванівна, мала близькі стосунки з якимсь аптекарем.
Казарський, пообідавши у Михайлової, випив чашку кави і відчув себе погано. Близька знайома Казарського, Єлизавета Фареннікова, стверджувала, що в останні дні Казарський, заходячи до кого-небудь, нічого не їв і не пив, так як був попереджений про можливий замах. Навіть якусь німкеню, у якої зупинився в Миколаєві, він просив спробувати кожну страву, перш ніж самому приступити до їжі. Однак Казарський не зміг відмовити красуні-доньці господаря будинку, яка піднесла йому чашку з отруєною кавою. За розмовою Олександр Іванович випив всю чашку. За твердженням штабс-лікаря Петрушевського, до якого звернувся Казарський, той постійно плював, від чого на підлозі утворилися чорні плями, які не вдавалося змити. Фареннікова стверджує, що і доктор був у змові проти Казарського, оскільки замість того, щоб дати йому протиотруту, той посадив його в гарячу ванну попри те, що сам Казарський говорив йому, що отруєний. Після смерті тіло Казарського почорніло, голова і груди роздулися, обличчя обвалилося, волосся випало, очні яблука лопнули, а ноги по ступні відвалилися в труні. Ці зміни відбулися менш ніж за дві доби, і деякі автори стверджують, що їх причиною стало не отруєння, а літня спека, а причиною смерті став звичайний грип. У своїй записці Бенкендорф каже, що слідство Грейга у справі про смерть Казарського нічого не відкрило і інше слідство навряд чи буде успішним, оскільки Автомонов, участь якого у змові проти Казарського підозрював граф, є близьким родичем генерал-ад'ютанта Лазарєва.

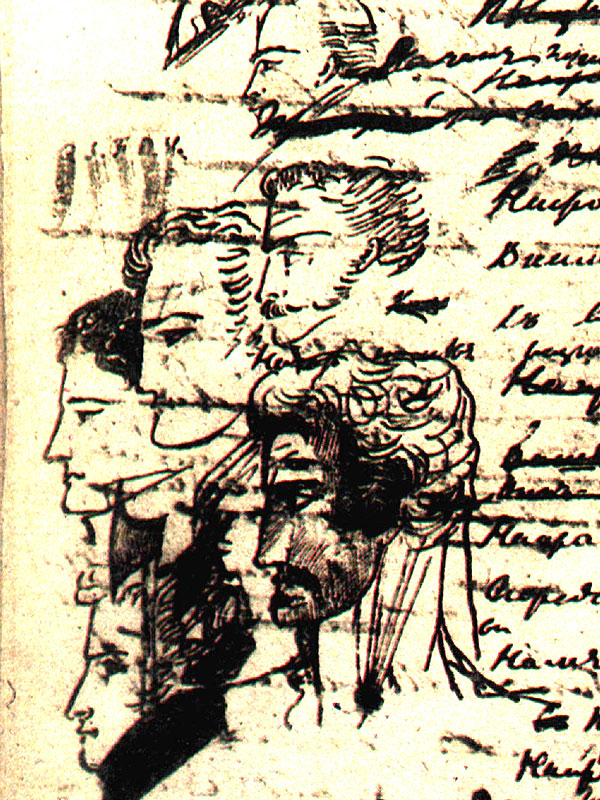
Малюнок О. С. Пушкіна. Казарський у верхньому ряду зліва

Зовнішні зміни Казарського після смерті підтверджувала і Єлизавета Фареннікова, яка була свідком цього: «голова, обличчя розпухли до неможливості, почорніли, як вугілля; руки розпухли, почорніли аксельбанти, еполети, все почорніло … коли стали класти в труну, то волосся впало на подушку». Загибель Казарського Фареннікова пов'язує з його ревізорською діяльністю і заворушеннями та зловживаннями, які панували в той час на флоті.
Під час похорону за труною йшло безліч людей, серед яких були вдови й сироти, яким Казарський багато допомагав. Ридаючи, вони кричали: «Убили, погубили нашого благодійника! Отруїли нашого батька!».
Через шість місяців із Санкт-Петербурга прибула слідча комісія, яка ексгумувала труп і витягла внутрішні органи для відправки в столицю, проте, як згадує Фареннікова, на цьому справа і закінчилася.
Казарський був особисто знайомий з О. С. Пушкіним, П. А. В'яземським і К. І. Далем. Відомий «пророчий» малюнок Пушкіна, на якому той зобразив портрети Казарського, Сільво, Фурньє, Даля і Зайцевського (над малюнком зроблено підпис перших букв прізвищ зображених людей: Q, S, F, D, Z) і сокиру, що торкається Даля і Казарського, які згодом були отруєні в Миколаєві.

## Пам'ять

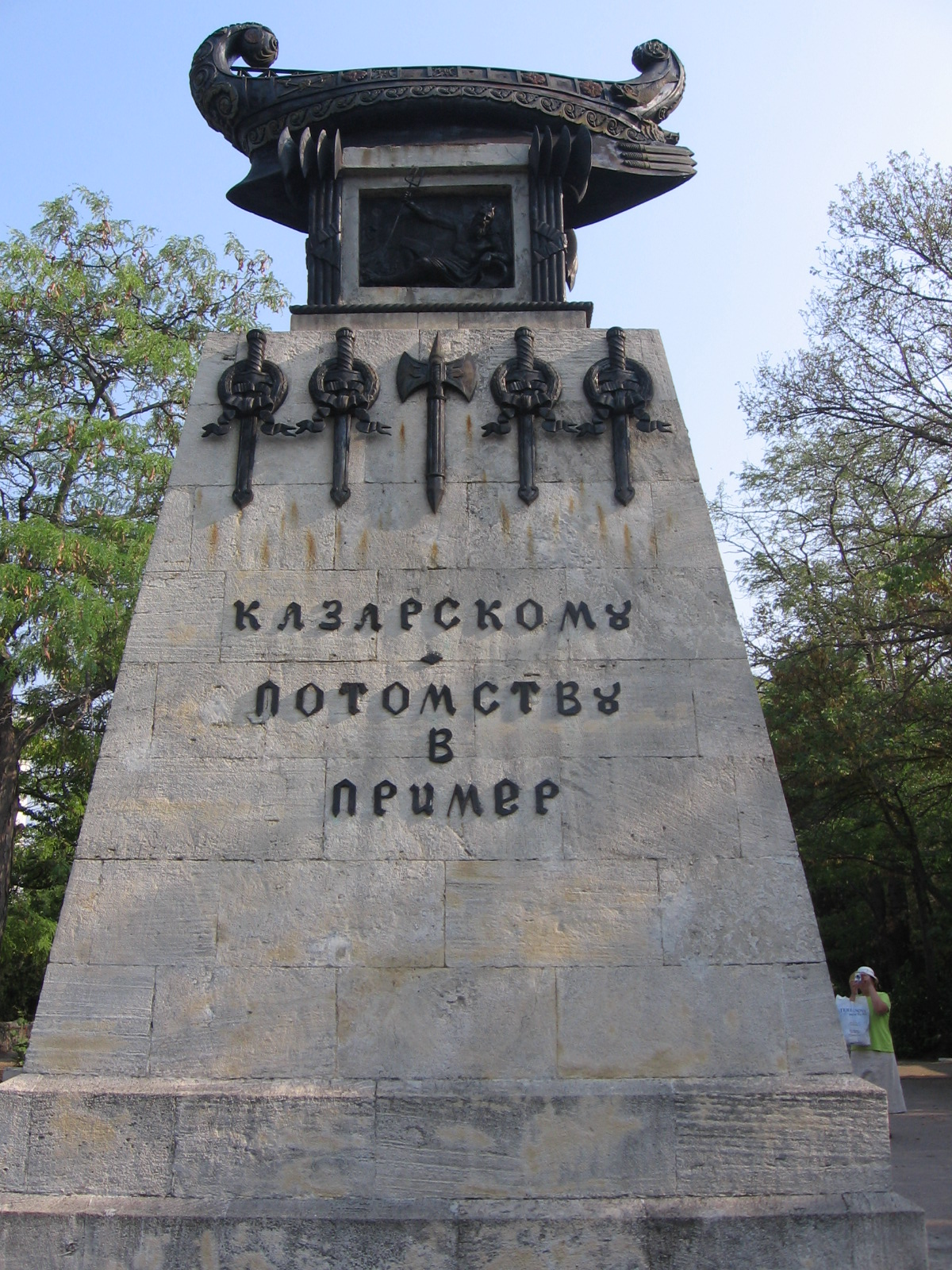
Пам'ятник Казарському, «Нащадкам як взірець». Перший пам'ятник Севастополя

### Пам'ятник Казарському в Севастополі
Першим запропонував увіковічнити подвиг брига командувач Чорноморської ескадри адмірал М. П. Лазарєв. За його ж ініціативою проводився збір коштів на спорудження пам'ятника, всього було зібрано 12 тисяч рублів. Пам'ятник був закладений до п'ятиріччя подвигу брига «Меркурій» — в 1834-му і відкритий в 1839 році на Мічманському бульварі Севастополя. Він був виконаний за проектом академіка архітектури О. П. Брюллова. Будівельні роботи виконав майстер О. Г. Нюман. Будівництво велося на кошти, зібрані моряками Чорноморського і Балтійського флотів.
Пам'ятник споруджений у стилі класицизму. На зрізаній піраміді з кримбальского вапняку встановлена антична трієра. На подіумі в невеликих нішах поміщені горельєфні зображення О. І. Казарського і античних богів — Ніки (богиня перемоги), Нептуна і Меркурія. На постаменті — два маскарони і військові атрибути, які символізують славу і доблесть. В одному з документів Центрального державного архіву в Москві зазначено, що напис «Казарському. Нащадкам як взірець» велів написати сам Микола I.
Пам'ятник Олександру Казарському став першим пам'ятником, спорудженим в Севастополі.

### Об'єкти, названі на честь Казарського
Ім'я Казарського отримали бриг Балтійського флоту, серія з шести мінних крейсерів Чорноморського флоту, а також перший з кораблів цього типу. У радянський час ім'я «Казарського» носив морський тральщик.
8 червня 1954 в честь Казарського була названа вулиця в Нахімовському районі Севастополя, яка раніше носила ім'я Четвертої Паралельної, а в Інгульському районі Миколаєва (мікрорайон Водопій) іменем Казарського названі вулиця і провулок.